# Мачиг Лабдрон
Мачиг Лабдрон (1055 – 1149) е почитана като реализиран тибетски будистки тантричен учител (лама) и дакини от 11 век. От нея водят началото си няколко линии на приемственост на практиката Чод.

## Биография
Традиционно се казва, че Мачиг Лабдрон е еманация на ума на Йеше Цогял, а също на Тара. 
Като дете и млада жена Мачиг Лабдрон изкарвала прехраната си като четяла на глас ритуални текстове. Поради късмета да бъде грамотна нейните покровители я канели в домовете си за да чете Праджня Парамита Сутра или „Сутра на Съвършенството на Мъдростта“ и така да им донесе благословия и заслуга. Момичето било известно като най-бързия четец и така нейните покровители плащали по-малко за прехраната и в дните докато чете ученията.
Мачиг Лабдрон получава инструкции от Па Дампа Сандже, който е неин лама и прераждане на Гуру Ринпоче. По това време тя взима за съпруг Тхопабадра – макар че Мачиг Лабдрон прекарва известно време в монашеска среда, тя никога не е давала монашески обети. Двамата имат три деца и дълбока съвместна практика, като синовете им дори стават държатели на приемствеността.  Мачиг Лабдрон има също и ученички, четирите основни от които са наричани „Украшенията на Мачиг“..